# آئمیلیانوس
مارکوس آئمیلیوس آئمیلیانوس (به لاتین: Marcus Aemilius Aemilianus) (زادهٔ ۲۰۷ یا ۲۱۳ - درگذشتهٔ ۲۵۳) که بیشتر با نام‌های آئمیلیانوس و آئمیلیان شناخته می‌شود، امپراتور روم به مدت ۳ ماه در سال ۲۵۳ پس از میلاد بود.

## زندگی‌نامه

### سال‌های آغازین
آئمیلیانوس در حدود سال ۲۰۷ یا ۲۱۳ پس از میلاد در جزیرهٔ منیکس واقع در جربهٔ امروزی در غرب تونس زاده شد. او ابتدا به عنوان سناتور وارد کار سیاست شد و پس از آن به مقام کنسولی رسید. در ۲۵۳ و در زمان امپراتوری مشترک گالوس و ولوسیانوس، به مقام فرمانداری موئسیا (واقع در شرق یوگسلاوی امروزی) رسید و فرماندهی ارتش موئسیا نیز به او واگذار شد.

### پیروزی در جنگ با گت‌ها و امپراتوری
آئمیلیانوس پس از رسیدن به فرمانداری موئسیا از پرداخت خراج سالیانه به گتها که بر اساس عهدنامهٔ صلحی که در سال ۲۵۱ میلادی بین آن‌ها و گالوس منعقد شده بود سرباز زد و گت‌ها بار دیگر مرزهای شمالی امپراتوری روم را مورد تاخت و تاز خود قرار دادند. با این وجود آئمیلیانوس توانست تا با گردآوری سپاهی آنان را شکست دهد. لشکریان به پاس این پیروزی او را امپراتور خواندند و او همراه با سپاه خود به سوی رم روانه شد.
گالوس که از موضوع اطلاع یافته بود سپاهی را گردآورده و همراه با پسرش ولوسیانوس برای متوقف ساختن آئمیلیانوس حرکت کرد. او همچنین از والرین که فرماندهی ارتش روم در راین را برعهده داشت خواست تا با حرکت دادن نیروهایش به سمت جنوب به کمک او بیاید اما آنان هرگز نرسیدند. سپاه گالوس به کندی پیش می‌رفت و هنگامی که در اوت ۲۵۳ به اینترامنا در لاتیوم واقع در ایتالیای امروزی رسیدند دریافتند که آئمیلیانوس پیشتر وارد ایتالیا شده و به سرعت در حال پیشروی است. سربازان که از شکست خود بیم داشتند علیه گالوس و پسرش طغیان کرده و دو امپراتور را در اوت ۲۵۳ میلادی به قتل رساندند.
آئمیلیانوس پس از آگاهی از مرگ گالوس و ولوسیانوس به سمت رم حرکت کرد و وارد شهر شد. سنای روم در ابتدا مخالفش بودند اما سرانجام او را به عنوان امپراتور جدید روم به رسمیت شناختند و آئمیلیانوس با عنوان سزار مارکوس آئمیلیوس آئمیلیانوس آگوستوس قدرت را در دست گرفت اما دوران امپراتوری او چندان طولانی نبود.

### مرگ
در سپتامبر سال ۲۵۳، والریان که پیام گالوس مبنی برپیوستن سپاهیانش به ارتش او و تقویت آن‌ها را دریافت کرده بود، علی‌رغم کشته‌شدن امپراتور پیشین همراه با سپاهیانش از راین به سمت جنوب در حرکت بود. به عقیدهٔ برخی از مورخین او سپاهش را پس از مرگ گالوس به حرکت درآورده بود تا خود برندهٔ این جنگ قدرت باشد. سربازان آئمیلیانوس که در برابر سپاه عظیم والرین کم‌تعداد بودند، از بیم شکست در جنگ علیه آئمیلیانوس شوریدند، او را به قتل رساندند و والرین را به عنوان امپراتور جدید خود به رسمیت شناختند.